# 国府田ひとみ
国府田 ひとみ（こうだ ひとみ、1980年7月7日 - ）は、日本の元AV女優、元ストリッパー。
東京都出身（1999年にAVデビューした時のプロフィールは神奈川県出身であった。）。

## 略歴
AV女優になる前に水着モデルも行った。1999年7月1日に東洋ショー劇場でストリップデビュー。同年8月30日に単体AV女優として『FairyTail』でデビューし、グラビア、写真集、パラダイステレビ番組司会、Vシネマなどでも活動した。
2003年に引退するが、2007年に一時的にAVに復帰した。 
ストリッパーとしては、2000年2月に川崎ロック座でも公演、2003年12月に一度引退したものの、その後2006年1月、復帰。
現在は引退しているとみられる。

## 人物
異なるプロフィールがいくつかある。
- XCITYプロフィールでは、生年月日:1980年1月30日 血液型:A型 身長:166 B:88(D-70)・W:56・H:87としている[4]。
- FANZAプロフィールでは、生年月日:1980年7月7日 血液型:O型 身長:168 B:88(Dカップ) ・W:60・H:89としている[5]。
- 「FairyTail」（1999年）のケース裏面のプロフィールでは、生年月日:1980年1月30日 身長:166 B:88(E-65)・W:56・H:87としている[6]。

趣味:音楽鑑賞、散歩、料理。ショッピング、旅行、読書。

## 作品

### アダルトビデオ
1999年
- FairyTail（8月30日、アトラス21）
- ランジェリー・ラヴァーズ（9月24日、アトラス21）
- ランジェリー・ヴィーナス（11月7日、アトラス21）
- 今夜オフィスの片隅で（11月20日、アトラス21）

2000年
- ぐちょ濡れOLおしゃくをさせて（2月6日、アトラス21）
- 巨乳女子校生痴漢電車（2月26日、笠倉出版社）
- 舐め猫 国府田ひとみ（VHS 4月1日、DVD 2002年2月20日 ワープエンタテインメント、）
- 監禁レースクイーン 3 90Fカップ 国府田ひとみ（4月21日、笠倉出版社）
- ラヴァーズSelection 2（4月28日、メディアバンク）全7名
- 濃縮・ブルマー大全 濡れた蕾 PART5（5月6日、笠倉出版社）全8名
- 女子校生痴漢電車15連発（5月11日、オー・ケイ出版社）全15名
- ゴージャス巨乳ドール（5月19日、笠倉出版社）全10名
- ゴ完熟美女濃縮20連発 DXランジェリーコレクション 2（5月24日、笠倉出版社）全20名
- 「痴」女優 17（VHS 6月9日、DVD 2002年1月23日、ワープエンタテインメント）
- フェチズム 木原れい 国府田ひとみ あいだもも ほか（6月16日、メディアバンク）
- プレミアム大全集 美乳アイドル編（6月16日、メディアバンク）全12名
- 口唇美人 2 官能淫らな舌使い（6月28日、メディアバンク）全16名
- ドリームシャワー 22（VHS 7月1日、DVD 2002年4月17日、ワープエンタテインメント）
- AV2000 Vol.1（8月25日、メディアバンク）オムニバス作品 他多数出演
- 恥まみれ 国府田ひとみ（9月1日、ワンズファクトリー）
- 監禁レースクィーン Special（10月1日、笠倉出版社）全7名
  - 監禁レースクィーン Special（2001年4月27日、笠倉出版社）※DVD版 全7名
- SWEET HARD PLAY 国府田ひとみ（VHS 11月1日 DVD 2002年8月1日、ムーディーズ）
- ナイトエンジェル file.1 国府田ひとみ 藤谷しおり 斉藤つかさ（11月17日、シネマジック 60分）全3名
  - ナイトエンジェル　file.2 国府田ひとみ 藤谷しおり 斉藤つかさ（12月15日、シネマジック 60分）全3名
  - ナイトエンジェル 国府田ひとみ 藤谷しおり斉藤つかさ（2001年5月25日、シネマジック 116分）※DVD版 全3名
- ワンダードリーム 1 国府田ひとみ（12月1日、アタッカーズ）
- ナースSEX白書 3（笠倉出版社 AJV-8041）全7名

2001年
- ヴァージンSelection 瞳リョウ メイファ 高岡なつき 国府田ひとみ（6月29日、メディアバンク）全4名
- STAR BOX 国府田ひとみ（10月24日、ワープエンタテインメント）
- 潮吹きオナニースペシャル70分 6 （笠倉出版社 AJV-8120）全7名

2002年
- 舐め猫（2月20日、ワープエンタテインメント）
- Venus Re-mix Vol.9（4月26日、アリスJAPAN）全6名
- 潮吹きオナニーDX図鑑 2 （5月24日、デジタルドリーム）オムニバス作品 他多数出演
- 恥まみれ DX 2（5月28日、ワンズファクトリー）オムニバス作品 他出演 聖さやか、久保みなみ、川奈あつみ、山咲あかり 全5名
- THE BEST OF WANZ 1（6月1日、ワンズファクトリー）多数出演
- インディーズアイドル 癒し系 川浜なつみ 長谷川留美子 国府田ひとみ（6月1日、ゾーンワークス）全3名
- フェロモンむんむんお姉さん騎乗位特集（7月15日、MOODYZ）オムニバス作品 全34名[7]
- 女子校生モミモミ巨乳番付（8月23日、笠倉出版社）オムニバス作品 全16名
- THE BEST ドリシャ伝説 ワープディレクターズセレクション（9月6日、ワープエンタテインメント）オムニバス作品 全26名
- 背の高いお姉さんは好きですか?（10月1日、MOODYZ）オムニバス作品 全9名[7]
- AV20年史 Deluxe 1（12月20日、デジタルドリーム）全25名

2003年
- 看護してあげる ～ワープクリニックナース15人の治療カルテ～（1月23日、ワープエンタテインメント）オムニバス作品 他多数出演
- THE BEST ジュルフェラクィーンCONTEST（2月20日、ワープエンタテインメント）オムニバス作品 全14名
- 女子校生痴漢電車 DELUXE（3月14日、デジタルドリーム）オムニバス作品 他多数出演
- FACE 巨乳セレクション 03 山咲あかり 国府田ひとみ 川村理沙（4月10日、アウダースジャパン）全3名
- gone the Best 100タイトル突破記念作品（4月17日、ワープエンタテインメント）
- ハメ撮りBEST（6月1日、MOODYZ）オムニバス作品 全11名[7]
- THE 巨乳FUCKER 4時間（10月24日、メディアバンク）オムニバス作品 全30名
- 乱交480分（12月22日、春風企画）オムニバス作品 全14名

2007年
- 流出！AV女優過激映像集（9月1日、A-BOX）全6名
- 中出しソープ 麗しの熟女湯屋 国府田ひとみ（11月7日、グローバルメディアエンタテインメント）

2008年
- 奴隷の住む家 妃乃ひかり 国府田ひとみ（2月7日、アタッカーズ）
- 10年まるごと特別総集編 ドリシャ 4時間（2月15日、ワープエンタテインメント）
- 堕ちた人妻 ～夫と息子に抱かれて～（3月25日、GPミュージアム）
- 10年まるごと特別総集編 痴女優 4時間（4月15日、ワープエンタテインメント）オムニバス作品 他多数出演
- 解禁!国府田ひとみの初めての真正中出し（7月26日、モブスターズ）

2010年以降
- 完全ノーカット版 奴隷の住む家（2010年3月7日、アタッカーズ）オムニバス作品
- MOB 真正中出しコレクション 元祖！半中半外スペシャル 2（2012年10月5日、モブスターズ）全25名
- MOB 真正中出しコレクション 騎乗位スペシャル 2（2013年2月28日、モブスターズ）全22名

発売年不明
- 甘い蜜 国府田ひとみ（BLUE EXPRESS BE-04）VHS
- フェラチオオナニー生本番 12人90分スペシャル 15（ザ・スリーエレメンツ TE-015）VHS 全12名

他多数出演

### オリジナルビデオ
- 盗撮天国'00 DEEP EYES（2000年9月7日、リップス）監督:天野しゅうけい D-mon 共演:林田ちなみ [8]
- ヘヴンズ コレクション from LIPS girls（2001年9月7日、リップス）監督:天野しゅうけい D-mon 共演:麻倉かほり 荒井まどか [9]

## 書籍

### 写真集
- 国府田ひとみ写真集 Light Value（1999年12月25日、心交社）ISBN 9784883024377
- ザ・ストリッパー 3 舞姫伝説46人 鈴木麻奈美・山咲あかり・日吉亜衣・国府田ひとみ・小森まみ 他 全46名（2001年3月30日、双葉社）撮影:原芳市 ISBN 9784575292039

### 雑誌
- PHOTO SHOT Vol.38（1999年8月20日、英知出版）
- URECCO 1999年10月号、11月号、2000年2月号、9月号（ミリオン出版）
- AV FREAK 2000年1月号（メデューサ）
- PENTHOUSE SPECIAL 2000年3月号（ぶんか社）
- cospet URECCO 2000年12月25日号増刊（ミリオン出版）
- WEEKEND PARTY（2001年2月15日、司書房）